# 1989 في المغرب
تحتوي هذه المقالة على أهم الأحداث التي شهدها المغرب في 1989م، إضافة إلى أهم الشخصيات المغربية المولودة والمتوفية في هذه السنة.

## الحكم
- الملك: الحسن الثاني
- رئيس الحكومة: عز الدين العراقي.
- وزير الداخلية: إدريس البصري

## الأحـداث
- 12 يناير 1989 - تأسست المنظمة المغربية لحقوق الإنسان.
- 17 فبراير 1989 - تأسس اتحاد المغرب العربي بمدينة مراكش، وفي نفس الوقت بدأ الامازيغ في الشتات بمنادات لخلق الكونغريس الأمازيغي.
- 4 مارس 1989 - التأسيس وإنطلاق بث القناة الثانية (2M).
- 25 أبريل 1989 - انحلت مجلة كلمة النسائية.
- 23 مايو 1989 - انعقدت القمة العربية بمدينة الدار البيضاء.
- 7 أكتوبر 1989 - وقعت معركة كلتة زمور.
- 23 أكتوبر 1989 - تأسست جامعة مولاي إسماعيل، بمدينة مكناس.
- تأسست جريدة الصحراء المغربية.
- تأسست جامعة ابن زهر، بمدينة أكادير.
- 8 نوفمبر 1989 - وقعت معركة أمقالة.
- 5 ديسمبر 1989 - الاستفتاء المغربي 1989.

## رياضة * فاز نادي الرجاء البيضاوي بكأس افريقيا للأندية البطلة 1989[1]
- فاز نادي الجيش الملكي بــ البطولة - الدوري المغربي لكرة القدم 1988–1989.
- فاز نادي الوداد البيضاوي بــ كأس العرش 1989.

## كتب
- كتاب: «فضاءات، دار الكلام"، للكاتب إدريس الخوري.

## أفلام
- باديس (فيلم) من إخراج محمد عبد الرحمن التازي.
- أرض التحدي (فيلم مغربي)، من إخراج عبد الله المصباحي.
- باب السماء مفتوح (فيلم)، من إخراج فريدة بليزيد.

## مسلسلات
- ولاد مرزوق (مسلسل مغربي).

## موسيقى
- اغنية «حورية»، للفنان مكري.
- اغنية «ياك أجرحي»، للفنانة نعيمة سميح.

## مواليد
- سكينة حبيب الله، كاتبة قصصية وشاعرة.

### يناير
- 1 يناير – زهير فضال لاعب كرة القدم مغربي.

### فبراير
- 22 فبراير – عبد الغني معاوي لاعب كرة قدم مغربي.[2]
- 28 فبراير – سناء أتبرور لاعبة تايكوندو مغربية.

### مايو
- 3 مايو – محمد أبرهون لاعب كرة قدم مغربي.[3]
- 11 مايو – بلال بيات لاعب كرة قدم مغربي.[4]
- 24 مايو – عادل تاعرابت لاعب كرة قدم.[5]

### يوليو
- 19 يوليو – ديزي دروس مغني راب مغربي.

### أغسطس
- 24 أغسطس – ياسين لكحل لاعب كرة قدم مغربي.

### سبتمبر
- 26 سبتمبر – طاهرة حميمش، مطربة مغربية.
- 30 سبتمبر – إدريس فتوحي، لاعب كرة قدم مغربي.[6]

### أكتوبر
- 24 أكتوبر – نادية كوندا ممثلة أفلام إباحية.

## وفـيات
- أحمد البيضاوي، ملحن ومطرب مغربي (71 سنة).
- 9 يوليو – عبد الله كنون، كاتب مغربي (80 سنة).
- 4 أغسطس – أمادور بيندايان، ممثل وفنان فنزويلي من اصول مغربية (68 سنة).[7]
- 19 سبتمبر - امحمد باحنيني، سياسي ووزير مغربي (75 سنة).
- 11 نوفمبر - محمد البنسير، فنان وشاعر بتمازيغت مغربي (52 سنة).

## وصلات خارجية
- (فيديو) نادر: الانطلاقة الرسمية للقناة الثانية يوم 4 مارس 1989
- (فيديو) - زيارة الحسن الثاني لفرنسا، في دجنبر 1989,كما بثتها التلفزة المغربية
- احتفالية ليلة راس السنة 1989 / 1990 - المغرب